# مارثا ديفيس (مغنية)
مارثا ديفيس (بالإنجليزية: Martha Davis)‏ هي مغنية أمريكية، ولدت في 14 ديسمبر 1917، وتوفيت في 6 أبريل 1960.

## وصلات خارجية
- مارثا ديفيس على موقع ميوزك برينز (الإنجليزية)
- مارثا ديفيس على موقع إن إن دي بي (الإنجليزية)
- مارثا ديفيس على موقع ديسكوغز (الإنجليزية)